# Bocca della Scala
Boca della Scala fou fill de Jacopino della Scala i germà de Mastino I della Scala i Albert I della Scala. Va morir al setge de Villafranca el 1269 però va deixar com a hereu al seu fill Albert della Scala anomenat Piccardo i va deixar també una filla.